# Západní Kordillera (Bolívie, Chile)
 Západní Kordillera, španělsky Cordillera Occidental, v Bolívii a na území Chile, je horské pásmo And, které se rozkládá na jihozápadě Bolívie, podél hranice se severním Chile. Na severu navazuje na peruánskou Západní Kordilleru, na jihu přechází v hlavní hřeben And.
Nejvyšší horou je vyhaslý stratovulkán a nejvyšší hora Bolívie Nevado Sajama (6 542 m).
Horské pásmo je vulkanického původu a vzniklo při bouřlivé sopečné činnosti na pomezí třetihor a čtvrtohor.

## Geografie
Pohoří se rozkládá ze severozápadu na jihovýchod v délce přes 600 kilometrů. Severní část Západní Kordillery je nejvyšší. Zde leží vyhaslé vulkány Sajama, Parinacota (6 342 m) nebo Pomerape (6 287 m). Na území Chile pak v této části leží nejvyšší činný vulkán na Zemi Guallatiri (6 063 m). Nejvyšším vrcholem střední části Západní Kordillery je známý vulkán Ollagüe (5 868 m). Dominantou jižní části horského pásma je Licancabur (5 920 m).